# Sortino

Ubicació de Sortino dins de la província

Sortino (sicilià Sciurtinu) és un municipi italià, dins de la província de Siracusa. L'any 2009 tenia 8.970 habitants. Limita amb els municipis de Carlentini, Cassaro, Ferla, Melilli, Palazzolo Acreide, Priolo Gargallo i Solarino.

## Galeria d'imatges

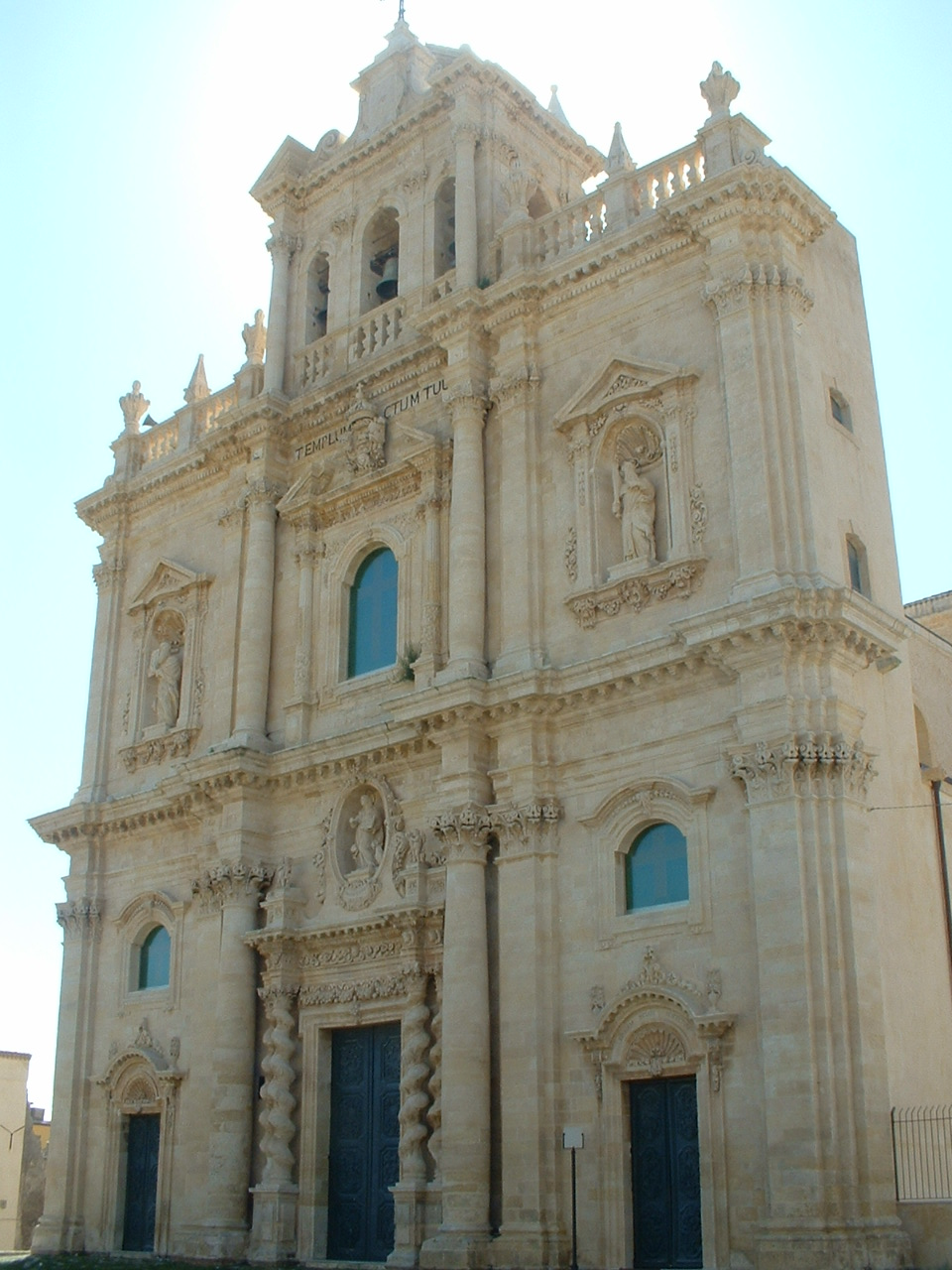
Església mare
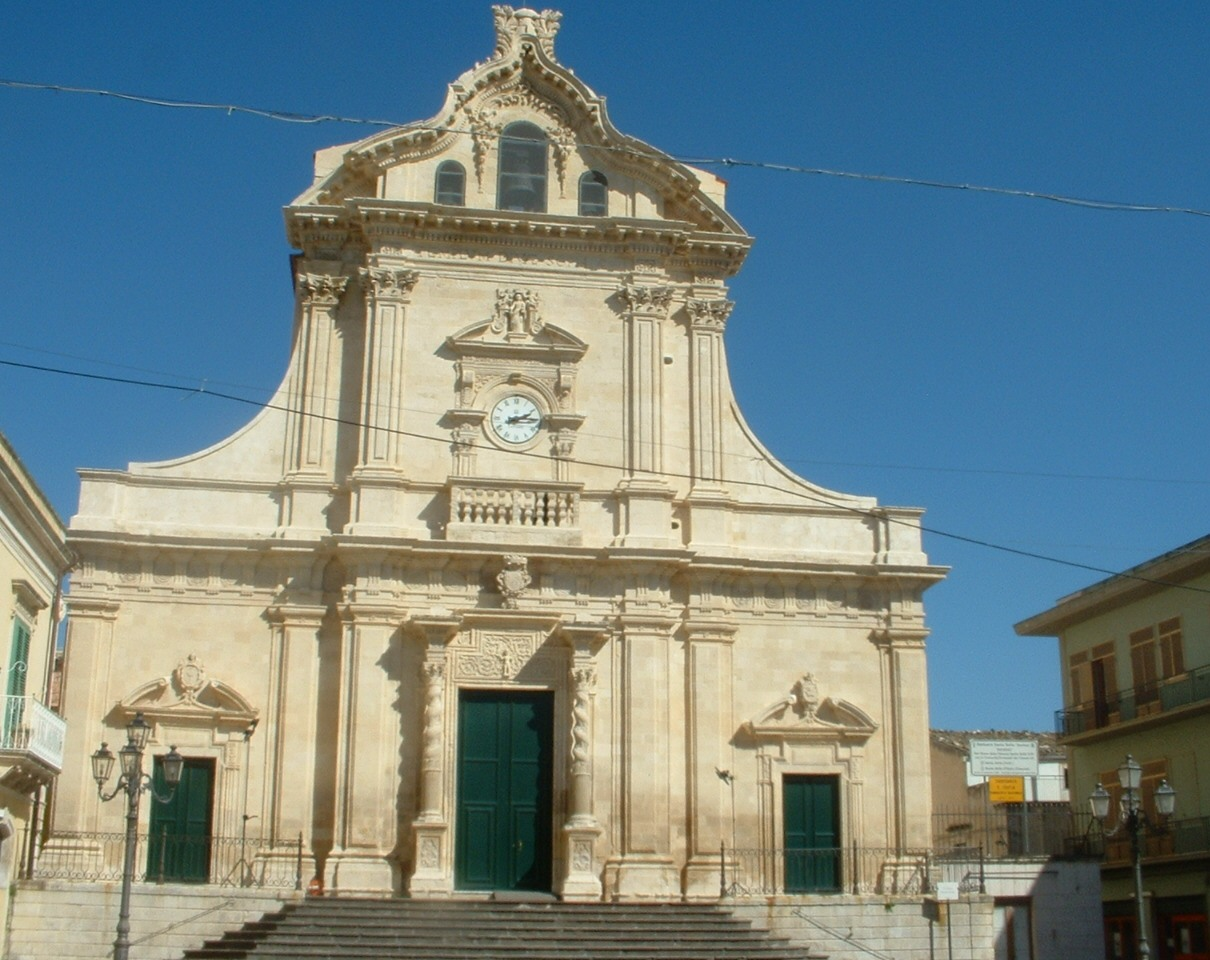
Església de Santa Sofia
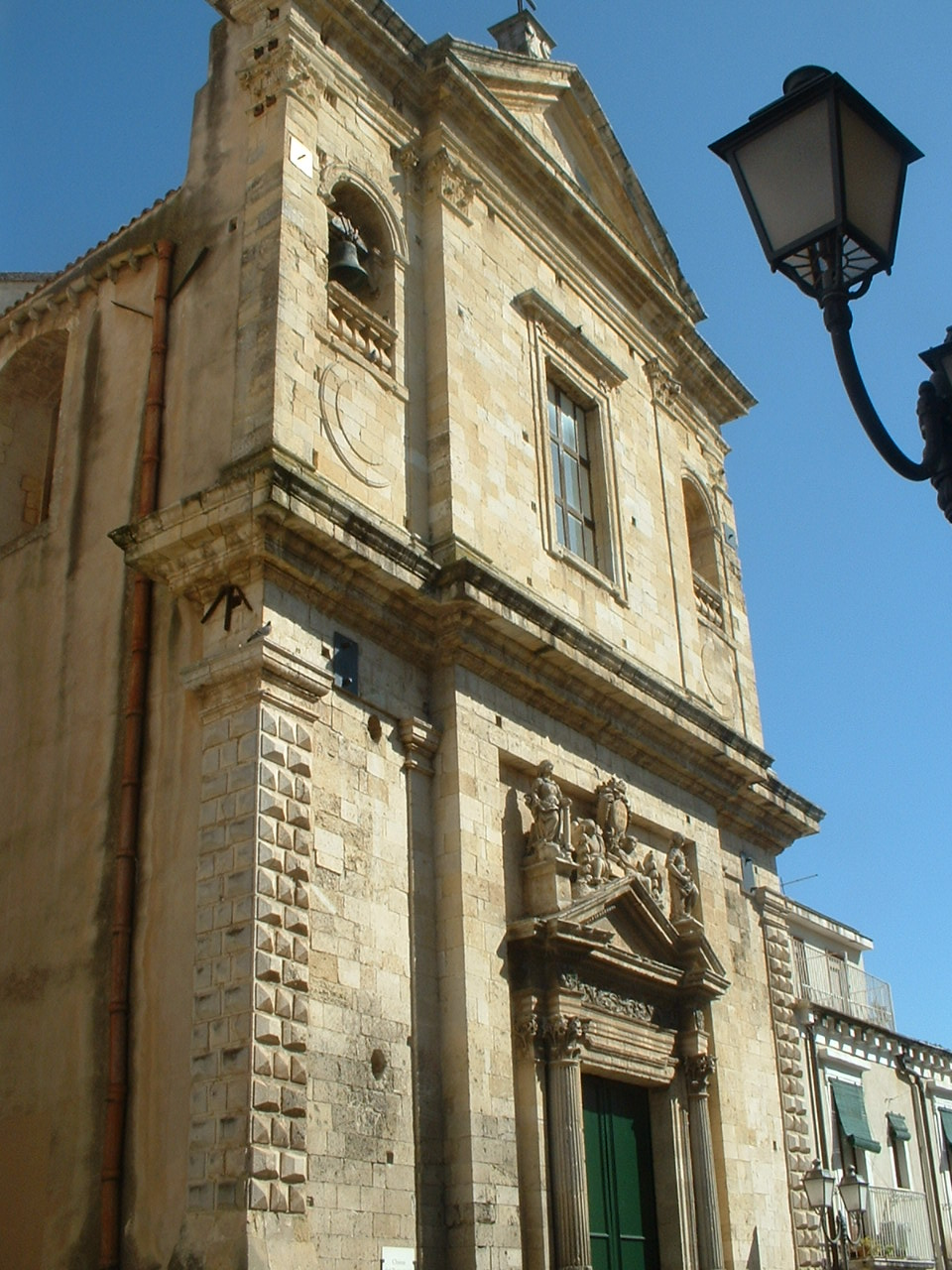
Església delle Anime del Purgatorio